# ETX Studio
ETX Studio (anciennement Relaxnews) est une agence de presse française spécialisée dans l'information sur les loisirs. Elle vend ses prestations à différentes marques et médias.
Depuis juin 2015, Relaxnews est membre de Publicis Groupe.

## Historique
Relaxnews est fondée en 1998 à Paris par Pierre Doncieux, ancien rédacteur en chef ou rédacteur en chef adjoint de Vogue Hommes, Classique Traveller, Lui et VSD. Son frère Jérôme Doncieux, ex-directeur délégué d'Euro RSCG France, administrateur de l'association des agences conseil en communication (AACC), est président du Syndicat des agences de presse d’informations générales.
Le 19 janvier 2009, Relaxnews et l'Agence France-Presse (AFP) ont lancé un fil d’information sur les loisirs. 70 % des contenus sont issus de Relaxnews, 30 % de l'AFP.
En 2015, Publicis Groupe achète Relaxnews à un prix de 9,58 euros par action. Relaxnews intègre le réseau de l'agence médias ZenithOptimedia France et collabore avec l'ensemble des divisions publicitaires de Publicis. Relaxnews n'est plus cotée en Bourse.
L'entreprise devient ETX Studio et prend son indépendance du groupe Publicis en 2020. Elle fournit des articles et contenus en sous-traitance pour Marie France et Biba.

## Informations économiques
Relaxnews est membre de la Fédération française des agences de presse et se dit membre de l’International Press and Telecom Council (IPTC).